# Kamenná (Třebíč)
Kamenná (in tedesco Kamena) è un comune della Repubblica Ceca facente parte del distretto di Třebíč, nella regione di Vysočina.